# John Dolmayan
John Dolmayan (armeniska: Ջոն Դոլմայան), född den 15 juli 1972 i Beirut i Libanon, är mest känd som trumslagaren i metalbanden System of a Down och som den tidigare trumslagaren i Scars on Broadway. Dolmayan blev utsedd till Drummer of the Year och Alternative Rock Drummer of the Year 2006 av tidningen DRUM!.

## Biografi
Dolmayan föddes i Libanon, men han och hans familj flyttade till Nordamerika någon gång när Dolmayan var fem-sex år (en av anledningarna till detta var att det Libanesiska inbördeskriget pågick under denna tid). En gång när Dolmayan var fem år gammal och låg i sin säng hörde han ett underligt ljud och blev rädd. Han gick in till sina föräldrar och frågade om han kunde få sova i deras säng istället den natten. Några minuter senare gick ett skott genom Dolmayans sovrumfönster och träffade sängen där han skulle ha legat och sovit. Kort därefter bestämde sig familjen för att lämna Libanon. Han och hans familj bodde bland annat i Toronto, Kanada under hans uppväxtår och därefter flyttade de till Los Angeles, USA. Dolmayan blev intresserad av trummor redan som tvååring, men började inte själv spela förrän han var femton år. Bland sina största influenser nämner Dolmayan Keith Moon, John Bonham, Stewart Copeland, Neil Peart och sin egen far, som var en saxofonspelare.
Dolmayan gick med i bandet System of a Down under 1997 efter det att den tidigare trumslagaren (Ontronik Khachaturian) slutade på grund av en handskada. I detta band var han trumslagare fram till 2006, då bandet gjorde ett uppehåll. Dolmayan har senare sagt att hans personliga favoritalbum med System of a Down är Steal This Album! medan hans favoritlåt att spela är "Revenga". Under System of a Downs uppehåll var Dolmayan trumslagare i bandet Scars on Broadway. Han medverkade även på Serj Tankians debutalbum Elect the Dead och under sommaren 2009 grundade Dolmayan bandet Indicator tillsammans med Tom Capossela, Ryan Huber och Ryan Murphy.
Dolmayan är känd för den koncentrerade min han alltid har när han spelar trummor. Serj Tankian försöker ofta få honom att le på scen, men Dolmayan själv säger att han är alltför fokuserad på sitt trummande för att tänka på hur hans ansikte ser ut. Dolmayan, som älskar serietidningar och Dungeons & Dragons, grundade seriebutiken Torpedo Comics under 2007. I en intervju i augusti 2012 framkom det att Dolmayan inte längre var med i Scars on Broadway utan att han istället arbetade med att skriva korta berättelser och rita serietidningar. Dolmayan är gift och har barn.

## Trumset

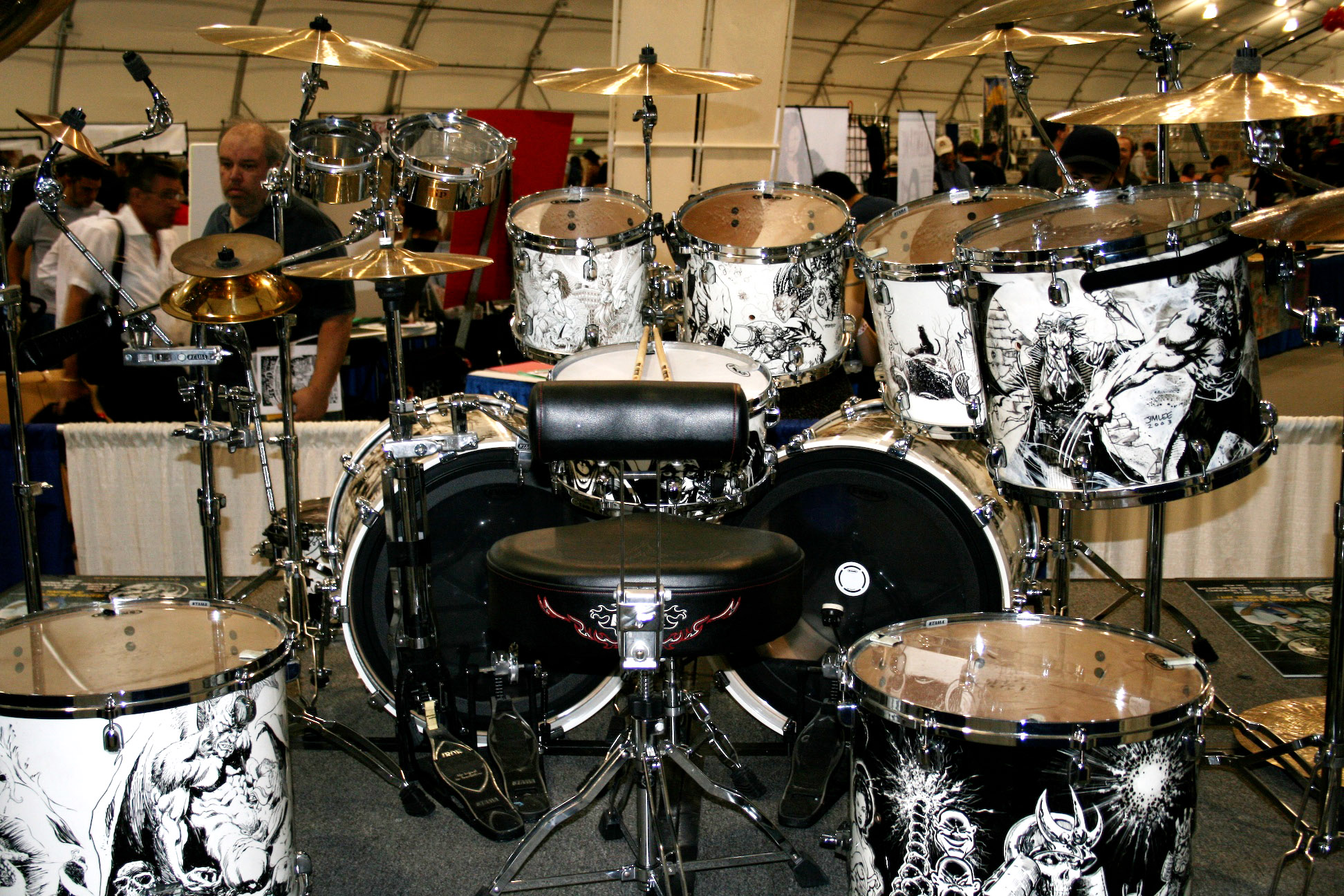
Dolmayans trumset på Super-Con 2007.

Dolmayan äger ett flertal olika trumset. Några av dessa är:
- Olika sorters trummor (av märket Tama Starclassic Bubinga):
  - 10"×8" Tom
  - 12"×9" Tom
  - 14"×11" Tom
  - 18"×16" Floor Tom
  - 22"×18" Bass Drum
  - 14"×6" Warlord Masai Snare
- Olika sorters cymbaler (av märket Paiste):
  - 14" RUDE Hi-Hat
  - 18" Signature Full Crash
  - 20" Signature Full Crash
  - 24" 2002 Crash
  - 24" RUDE Mega Power Ride
  - 10" Signature Splash
  - 22" Traditionals Medium Light Swish
- Olika sorters trumstockar (av märket Vic Firth)